# Hernán Birbrier
Hernán Birbrier (6 de enero de 1993) es un deportista argentino que compite en judo. Ganó dos medallas de bronce en el Campeonato Panamericano de Judo en los años 2011 y 2012.

## Palmarés internacional
| Campeonato Panamericano | Campeonato Panamericano | Campeonato Panamericano | Campeonato Panamericano |
| Año                     | Lugar                   | Medalla                 | Categoría               |
| ----------------------- | ----------------------- | ----------------------- | ----------------------- |
| 2011                    | Guadalajara (México)    | Medalla de bronce       | –55 kg                  |
| 2012                    | Montreal (Canadá)       | Medalla de bronce       | –60 kg                  |